# Onikojima Yatarō Kazutada
Kojima Yataro (小岛 弥 太郎?, 1522 - 1582) fue un samurai del período Sengoku, miembro del clan Uesugi en la provincia de Echigo. Fue uno de los principales generales de Uesugi Kenshin. Su ferocidad en el combate dio lugar a su apodo, (鬼 小岛, Oni Kojima?).
Fue también a veces llamado "El Ogro" porque tenía la imagen de un Oni sonriendo en su casco. Su arma era un Kanabō, lo que incrementa su reputación como un Oni.
- Datos: Q865883
- Multimedia: Kojima Yatarō / Q865883